# Karl Harnack
Karl Gustaw Axel Harnack (ur. 1851, zm. 1888) – niemiecki matematyk. Zajmował się równaniami różniczkowymi, teorią potencjału oraz geometrią algebraiczną.